# ارزش کنونی
ارزش فعلی یا ارزش کنونی (به انگلیسی: present value) در علم اقتصاد، وجوه نقدی است، که در آینده به‌طور یک‌جا، یا به مرور، دریافت (یا پرداخت) خواهد شد. ارزش فعلی با تغییر نرخ تنزیلی که برای دریافت‌ها یا پرداخت‌های آینده مورد استفاده قرار می‌گیرد، تغییر می‌نماید.
پول، هرچه زودتر دریافت شود، دارای ارزش بیشتری است. این اصل اساسی در امور مالی، نشان دهنده آن است، که از محل دریافت پول، می‌توان بهره کسب کرد.
یکی از اساسی‌ترین مفاهیم در امور مالی این است که، پول دارای ارزش زمانی است. این در حالی است که بگوییم، در زمان حال، پول در دست، ارزشی بیش از پولی که انتظار می‌رود در آینده دریافت شود، خواهد داشت، زیرا یک دلار دریافت شده در زمان حال را می‌توان سرمایه‌گذاری کرد، به‌طوری که در زمان آینده، بیش از یک دلار خواهد شد و به‌طور خلاصه ارزش زمانی پول را می‌توان این گونه تعریف کرد: یک دلار امروز، ارزشی بیش از یک دلار فردا دارد.

### کتابنامه
- Brealey, Richard; Myers, Stewart; Allen, Franklin (2020). Principles of Corporate Finance (13th ed.). New York, NY: McGraw-Hill Education. ISBN 978-1-260-01390-0. OCLC 1050454512.